# タニア
タニア（Tania）ことタニア・デ・ルルデス・ディアス・アルバレス（Tania de Lourdes Diaz Alvarez、女性、1966年3月26日 - ）は、メキシコのプロレスラー。ゲレーロ州アカプルコ出身。

## 来歴
1979年11月29日、アレナ・メヒコでデビュー。覆面レスラーのタニア・ラ・ゲリジェーラ（Tania La Guerrillera）としてLLIで活動。
1987年8月16日、マスクを剥がされる。その後、タニアに改名し、EMLLに移籍。
1988年、スレイマとの「ラス・ゲリジェーラス」として全日本女子プロレスに初来日。
1999年、AAAに移籍。
2003年、JWPにタニア・トルメンタ（Tania Tormenta）を名乗り来日。3ヶ月参戦し、保持するNWG王座の防衛戦を米山香織相手に決行した。
2009年、タニア・ラ・ゲリジェーラとしてCMLL復帰。

## タイトル
- NWGインターコンチネンタル女子王座[1]
- イダルゴ州女子王座[1]